# 名鉄トラ70形貨車
名鉄トラ70形貨車（めいてつトラ70がたかしゃ）とは、かつて名古屋鉄道で運用されていた貨車（無蓋車）である。
主に枕木輸送に運用されていた。

## 概要
1996年（平成8年）、JR貨物より17 t 積の無蓋車トラ70000形を譲り受けた車両である。3両（トラ71 - トラ73） が在籍していた。
枕木輸送をトラックによる輸送に変更されたことにより、2003年（平成15年）3月31日に全車が廃車となる。トラ71とトラ72は解体されたが、トラ73は控車として転用され、舞木検査場で運用されている。